# Гірська міська територіальна громада
Гірська міська територіальна громада — територіальна громада в Україні, в Сіверськодонецькому районі Луганської області, з адміністративним центром в місті Гірське.

## Площа та населення
Площа території — 301 км², кількість населення — 39 673 особи (2020).
На час створення площа території громади становила 35,35 кв. км, населення — 17 723 (2017).

## Населені пункти
До складу громади увійшли міста Гірське, Золоте, селища Нижнє, Новотошківське, Тошківка та села Жолобок, Катеринівка, Кримське, Оріхове, Причепилівка, Сокільники.

## Історія
Утворена 26 липня 2017 року шляхом об'єднання Гірської міської та Нижненської і Тошківської селищних рад Попаснянського району Луганської області.
Відповідно до розпорядження Кабінету Міністрів України № 717-р від 12 червня 2020 року «Про визначення адміністративних центрів та затвердження територій територіальних громад Луганської області», до складу громади були включені території та населені пункти Золотівської міської, Новотошківської селищної рад Попаснянського та Кримської сільської ради Новоайдарського районів Луганської області.
Відповідно до постанови Верховної Ради України № 807-IX від 17 липня 2020 року «Про утворення та ліквідацію районів», громада увійшла до складу новоствореного Сєвєродонецького району Луганської області.